# Čižatice
Čižatice (in ungherese Tizsite) è un comune della Slovacchia facente parte del distretto di Košice-okolie, nella regione di Košice.